# XVI. Olimpijske igre – Melbourne 1956.
XVI. Olimpijske igre - Melbourne 1956.
XVI. Olimpijske igre su održane 1956. godine u Melbourneu, Australija. To je bilo prvi put da se MOO odlučio domaćinstvo dodijeliti gradu na južnoj polutki, u konkurenciji gradova kao što su Buenos Aires, Mexico City, Montreal te još šest gradova iz SAD-a.
Mnogi članovi MOO-a su imali dosta sumnje prema odabranom gradu iz razloga što su se natjecanja morala odvijati u dijelu godine kada je na južnoj hemisferi pogodno vrijeme. To naravno nije išlo u prilog većini natjecatelja koji su dolazili uglavnom sa sjeverne polutke, jer su morali prilagoditi način treninga i pripreme da bi postigli najbolju formu u za njih neuobičajeno doba godine. Osim toga, zbog pravila karantene u Australiju nije bilo moguće dopremiti konje za natjecanje u konjičkom športu pa je ono održano u Švedskoj pet mjeseci poslije. Ipak, Melbourne je izabran na sjednici MOO-a 1949. godine i to za samo jedan glas prednosti!
Tu poteškoćama još nije bio kraj. Zbog financijskih problema pokrajine u kojoj se nalazi Melbourne morala je dodatnim zajmovima intervenirati i australska vlada. Predsjednik MOO-a Avery Brundage, nezadovoljan zatečenim stanjem prilikom redovnog obilaska borilišta, čak je ozbiljno razmatrao da se Igre premjeste u Rim, koji se već uvelike pripremao za Igre 1960. Ipak, pripreme su na kraju završene na vrijeme, te su natjecanja mogla početi.
Nažalost, i političke prilike su bitno narušile prilike na Igrama. Kako su Velika Britanija i Francuska zauzele Sueski kanal, Izrael je napao Egipat. U znak protesta Igre su bojkotirali Egipat, Irak i Libanon. SSSR je okupirao Mađarsku, što je uzrokovalo bojkot Nizozemske, Španjolske i Švicarske. Neposredno prije Igara bojkot je objavila i Kina, zbog toga što je priznat neovisni nastup Tajvana. Zanimljivost je nastup ujedinjene momčadi Njemačke koju su činili športaši obiju ondašnjih njemačkih država.
Kad su Igre ipak započele, pokazalo se da su Australci srdačni i efikasni domaćini, te su Igre kasnije često prozivane kao prijateljske Igre.
U natjecateljskom programu su se istakli domaćini u plivanju, te predstavnici SAD-a koji su dominirali atletskim natjecanjima pobijedivši u 15 od 24 atletske discipline. Po ukupnom broju medalja najuspješnija momčad je bila ona iz SSSR-a.
Posebnu pažnju je izazvao nastup Mađarske, koja je neposredno prije okupirana od strane SSSR-a. Vrhunac napetosti bilo je finale u vaterpolu, gdje su se srele baš te dvije momčadi. Zbog vrlo grube igre igrača SSSR-a nekoliko je Mađara bazen napustilo krvavog lica, a utakmica je čak na neko vrijeme bila i prekinuta. Ipak, Mađari su na kraju pobijedili na veliko oduševljenje gledatelja. Nakon Igara je čak 45 mađarskih športaša zatražilo azil i prebjeglo na zapad.
Usprkos svim političkim napetostima, ili baš zbog njih, domaćini su odlučili izmijeniti ceremoniju zatvaranja Igara. Izbačen je mimohod pojedinih nacionalnih momčadi zasebno, već je napravljen mimohod svih športaša zajedno koji su izmiješani ušli na stadion simbolizirajući zajedništvo čitavog svijeta. Taj je običaj prihvaćen i na svim kasnijim Igrama.

## Popis športova
Plivanje, skokovi u vodu i vaterpolo su smatrani različitim disciplinama istog športa.
| - atletika - biciklizam - boks - dizanje utega - gimnastika - hokej na travi - hrvanje - jedrenje - kajak i kanu na mirnim vodama - košarka |  | - konjički šport - mačevanje - moderni petoboj - nogomet - plivanje - skokovi u vodu - streljaštvo - vaterpolo - veslanje |

Na Igrama su bila i dva demonstracijska športa: australska verzija nogometa te bejzbol.

## Popis podjele medalja
| Olimpijske igre 1956 |                         |       |        |        |        |
| Plasman              | Država                  | Zlato | Srebro | Bronca | Ukupno |
| 1                    | SSSR                    | 37    | 29     | 32     | 98     |
| 2                    | SAD                     | 32    | 25     | 17     | 74     |
| 3                    | Australija              | 13    | 8      | 14     | 35     |
| 4                    | Mađarska                | 9     | 10     | 7      | 26     |
| 5                    | Italija                 | 8     | 8      | 9      | 25     |
| 6                    | Švedska                 | 8     | 5      | 6      | 19     |
| 7                    | Ujedinjeni tim Njemačke | 6     | 13     | 7      | 26     |
| 8                    | Velika Britanija        | 6     | 7      | 11     | 24     |
| 9                    | Rumunjska               | 5     | 3      | 5      | 13     |
| 10                   | Japan                   | 4     | 10     | 5      | 19     |
| 11                   | Francuska               | 4     | 4      | 6      | 14     |
| 12                   | Turska                  | 3     | 2      | 2      | 7      |
| 13                   | Finska                  | 3     | 1      | 11     | 15     |
| 14                   | Iran                    | 2     | 2      | 1      | 5      |
| 15                   | Kanada                  | 2     | 1      | 3      | 6      |
| 16                   | Novi Zeland             | 2     | 0      | 0      | 2      |
| 17                   | Poljska                 | 1     | 4      | 4      | 9      |
| 18                   | Čehoslovačka            | 1     | 4      | 1      | 6      |
| 19                   | Bugarska                | 1     | 3      | 1      | 5      |
| 20                   | Danska                  | 1     | 2      | 1      | 4      |
| 21                   | Irska                   | 1     | 1      | 3      | 5      |
| 22                   | Norveška                | 1     | 0      | 2      | 3      |
| 23                   | Meksiko                 | 1     | 0      | 1      | 2      |
| 24                   | Brazil                  | 1     | 0      | 0      | 1      |
| 24                   | Indija                  | 1     | 0      | 0      | 1      |
| 26                   | Jugoslavija             | 0     | 3      | 0      | 3      |
| 27                   | Čile                    | 0     | 2      | 2      | 4      |
| 28                   | Belgija                 | 0     | 2      | 0      | 2      |
| 29                   | Argentina               | 0     | 1      | 1      | 2      |
| 29                   | Južna Koreja            | 0     | 1      | 1      | 2      |
| 31                   | Island                  | 0     | 1      | 0      | 1      |
| 31                   | Pakistan                | 0     | 1      | 0      | 1      |
| 33                   | Južna Afrika            | 0     | 0      | 4      | 4      |
| 34                   | Austrija                | 0     | 0      | 2      | 2      |
| 35                   | Bahami                  | 0     | 0      | 1      | 1      |
| 35                   | Grčka                   | 0     | 0      | 1      | 1      |
| 35                   | Švicarska               | 0     | 0      | 1      | 1      |
| 35                   | Urugvaj                 | 0     | 0      | 1      | 1      |
|                      | Ukupno                  | 153   | 153    | 163    | 469    |